# Chrozophora rottleri
Chrozophora rottleri là một loài thực vật có hoa trong họ Đại kích. Loài này được (Geiseler) A.Juss. ex Spreng. mô tả khoa học đầu tiên năm 1826.